# Macrotrachela fungicola
Macrotrachela fungicola är en hjuldjursart som beskrevs av Susan P. Garner 1937. Macrotrachela fungicola ingår i släktet Macrotrachela och familjen Philodinidae. Inga underarter finns listade i Catalogue of Life.